# Anne Enright
Pour les articles homonymes, voir Enright.
Anne Enright, née le 11 octobre 1962, est une écrivaine irlandaise.
Elle a publié des essais, des nouvelles et des romans.
The Gathering a obtenu le Man Booker Prize 2007. Jusqu'à l'obtention de ce prix, Anne Enright était relativement peu connue du grand public, même en Irlande et au Royaume-Uni. Les thèmes abordés dans son œuvre sont les relations familiales, l'amour et le sexe, le passé difficile de l'Irlande et son présent.